# 柏山明吉
柏山 明吉（かしやま あきよし）は、戦国時代から安土桃山時代にかけての武将。葛西氏の家臣。陸奥国胆沢郡大林城主。

## 略歴
胆沢郡を領する葛西氏随一の実力者だったといわれる。伊達氏の内訌である天文の乱の際は伊達晴宗に味方した。
永禄8年（1565年）には内西根城主・新渡戸頼長を攻め滅ぼしている。しかし天正8年（1580年）から長男・明国と次男・明宗が後継者の地位をめぐって内紛を引き起こし、さらに周辺の豪族とも争いを引き起こす事になったため、次第に勢力を衰退させた。
天正18年（1590年）の小田原征伐で葛西氏は豊臣秀吉の下に参陣しなかったために改易される。明吉は豊臣軍に反逆し、浅野長政に大林城を攻められて没落した。このときに戦死したとも伝わる。